# Transhumanizam
Transhumanizam (skraćeno H+ ili h+) je međunarodni filozofski pokret koji se zalaže za transformaciju ljudskog stanja razvijanjem i pružanjem široko dostupnih sofisticiranih tehnologija za znatno unapređenje ljudskog intelekta i fiziologije.
Transhumanistički mislioci proučavaju potencijalne koristi i opasnosti novih tehnologija kojima bi se potencijalno mogla prevazići osnovna ljudska ograničenja kao i etička ograničenja upotrebe takvih tehnologija. Najčešća transhumanistička teza je da će ljudska bića eventualno biti u stanju da se transformišu u različita bića sa sposobnostima koje su u takvoj meri proširene u odnosu na trenutno stanje da zaslužuju naziv posthumanih bića.
Savremeno značenje pojma „transhumanizam” predskazao je jedan od prvih profesora futurologije, FM-2030, koji je predavao „nove koncepte ljudi” u Novoj školi tokom 1960-ih, kada je počeo da identifikuje ljude koji usvajaju tehnologije, životni stil i poglede na svet „prelazne” u postljudstvo kao „transhumane”. Ova stanovište je postavilo intelektualne osnove na kojima je britanski filozof Maks Mor počeo da artikulira principe transhumanizma kao futurističke filozofije 1990. godine, i osnovao je organizaciju u Kaliforniji koja je od tada prerasla u svetski transhumanistički pokret.
Pod uticajem pokretačkih dela naučne fantastike, transhumanistička vizija transformiranog budućeg čovečanstva privukla je mnoge pristalice i protivnike sa širokim spektrom perspektiva, uključujući filozofiju i religiju.

## Istorija

### Prekurzori transhumanizma
Prema Niku Bostromu, transcendentalistički impulsi izraženi još kao potraga za besmrtnošću u Epu o Gilgamešu, kao i u istorijskim potragama za fontanom mladosti, eliksirom života i drugim naporima da se spreči starenje i smrt.
U svom prvom izdanju Političke pravde (1793), Viliam Godvin je uključio argumente u korist mogućnosti „zemaljske besmrtnosti” (ono što bi se sada nazivalo fizičkom besmrtnošću). Godvin je istražio teme produženja života i besmrtnosti u svom gotičkom romanu St. Leon, koji je postao popularan (i ozloglašen) u vreme objavljivanja 1799, ali je danas uglavnom zaboravljen. Sveti Leon je verovatno pružio inspiraciju za roman njegove kćeri Meri Šeli Frankenštajn.
Raspravlja se o tome da li se može filozofija Fridriha Ničea smatrati uticajem na transhumanizam, uprkos njene egzaltacije lika Übermensch (natčovek ili supermen), zbog njenog naglaska na samoaktualizaciji, a ne na tehnološkoj transformaciji. Ničeova razmišljanja su snažno uticala na transhumanističke filozofe Maksa Mora i Stefana Lorenca Sorgnera. Suprotno tome, Transhumanistička deklaracija „... zagovara dobrobit svih razumnih bića (bilo da su u pitanju veštački intelekti, ljudi, postljudi ili neljudske životinje)”.
Pokret poznat kao ruski kosmizam, koji je bio aktivan od kraja 19. do početka 20. veka, takođe je sadržao neke ideje koje su se kasnije razvile u jezgro transhumanističkog pokreta, naročito ideje ranog protagoniste ruskog filozofa N.F. Fjodorova.

### Rano transhumanističko razmišljanje
Fundamentalne ideje transhumanizma prvi je razvio 1923. godine britanski genetičar Dž. B. S. Haldejn u svom eseju Daedalus: Nauka i budućnost, koji je predviđao da će biti velike koristi od primene naprednih nauka u oblastima ljudske biologije - i da će se svaki takav napredak delu populacije u početku izgledati kao bogohuljenje ili perverzija, „nepristojno i neprirodno” delovanje. Naročito ga je zanimao razvoj nauke o eugenici, ektogenezi (stvaranju i održavanju života u veštačkom okruženju) i primena genetike za poboljšanje ljudskih karakteristika, kao što su zdravlje i inteligencija.
Njegov članak je pobudio akademsko i popularno interesovanje. Dž. D. Bernal, kristalograf iz Kembridža, napisao je rad s naslovom Svet, mesa i đavola 1929. godine, u kojem je spekulisao o perspektivi kolonizacije svemira i radikalnim promenama ljudskih tela i inteligencije pomoću bioničkih implanata i kognitivnog unapređenja. Te ideje su od tada postale uobičajene transhumanističke teme.
Biolog Džulijan Haksli se generalno smatra osnivačem transhumanizama zbog korišćena tog termina u naslovu svog uticajnog članka iz 1957. godine. Sam termin, međutim, proizilazi iz ranijeg rada iz 1940. godine kanadskog filozofa V. D. Lajthola. Haksli opisuje transhumanizam na sledeći način:
Do sada je ljudski život bio, kako je Hobs opisao, „gadan, surov i kratak”; velika većina ljudskih bića (ako već nisu umrli mladi) bila je suočena sa mizerijom ... možemo se opravdano držati uverenja da te oblasti mogućnosti postoje, i da bi današnja ograničenja i jadne frustracije našeg postojanja mogli biti u velikoj meri prevladani ... Ljudska vrsta može, ako želi, da nadmaši samu sebe - ne samo sporadično, jedna osoba ovde na jedan način, druga osoba onde na drugi način, već u celosti, kao čovečanstvo.
Hakslijeva definicija se razlikuje, mada ne značajno, od one koja je u širokoj upotrebi od 1980-ih. Ideje koje su izneli ovi mislioci su istraživane u naučnoj fantastici tokom 1960-ih. U tom pogledu je posebno zapaženo Artur Č. Klarkovo delo 2001: Svemirska odiseja, u kojem jedan vanzemaljski predmet daje moć svom nositelju.
Japanski metabolički arhitekta je proizveo manifest 1960. godine, u kome su zacrtani ciljevi da se „dizajnom i tehnologijom podstakne aktivni metabolički razvoj našeg društva”. U odeljku manifesta Materija i čovek, Noboru Kavazoe predlaže:
Nakon nekoliko decenija, uz brzi napredak komunikacione tehnologije, svako će imati „prijemnik moždanih talasa” u uvu, koji direktno prenosi šta tačno drugi misle o njemu i obrnuto. Ono što mislim da će biti znano svima. Nema više individualne svesti, već samo volja čovečanstva u celini.

## Literatura
- Maher, Derek F.; Mercer, Calvin, ур. (2009). Religion and the implications of radical life extension (1st изд.). New York: Palgrave Macmillan. ISBN 978-0-230-10072-5.
- Cole-Turner, Ronald, ур. (2011). Transhumanism and transcendence : Christian hope in an age of technological enhancement. Washington, D.C.: Georgetown University Press. ISBN 978-1-58901-780-1.
- Hansell, Gregory R; Grassie, William, ур. (2011). H+/-: Transhumanism and Its Critics. Philadelphia: Metanexus Institute. ISBN 978-1-45681-567-7.
- More, Max; Vita-More, Natasha, ур. (2013). The transhumanist reader : classical and contemporary essays on the science, technology, and philosophy of the human future (1.publ. изд.). Hoboken, N.J.: Wiley. ISBN 978-1-118-33429-4.
- Mercer, Calvin; Trothen, Tracy, ур. (2014). Religion and transhumanism : the unknown future of human enhancement. Westport, CT: Praeger. ISBN 9781440833250.
- Mercer, Calvin; Maher, Derek, ур. (2014). Transhumanism and the Body: The World Religions Speak. New York: Palgrave Macmillan. ISBN 9781137365835.
- Ranisch, Robert; Sorgner, Stefan Lorenz, ур. (2014). Post- and Transhumanism. Bruxelles: Peter Lang. ISBN 978-3-631-60662-9.
- Hook, Christopher (2004). „Transhumanism and Posthumanism” (PDF).  Ур.: Stephen G. Post. Encyclopedia of Bioethics (3rd изд.). New York: Macmillan. стр. 2517—2520. ISBN 978-0-02-865774-5. OCLC 52622160.
- Hughes, James (2002). „The politics of transhumanism”. Архивирано из оригинала 12. 08. 2019. г. Приступљено 14. 12. 2013.
- Hughes, James (2005). „Report on the 2005 interests and beliefs survey of the members of the World Transhumanist Association” (PDF). Архивирано из оригинала (PDF) 24. 5. 2006. г. Приступљено 26. 2. 2006.